# タンダ・ダム

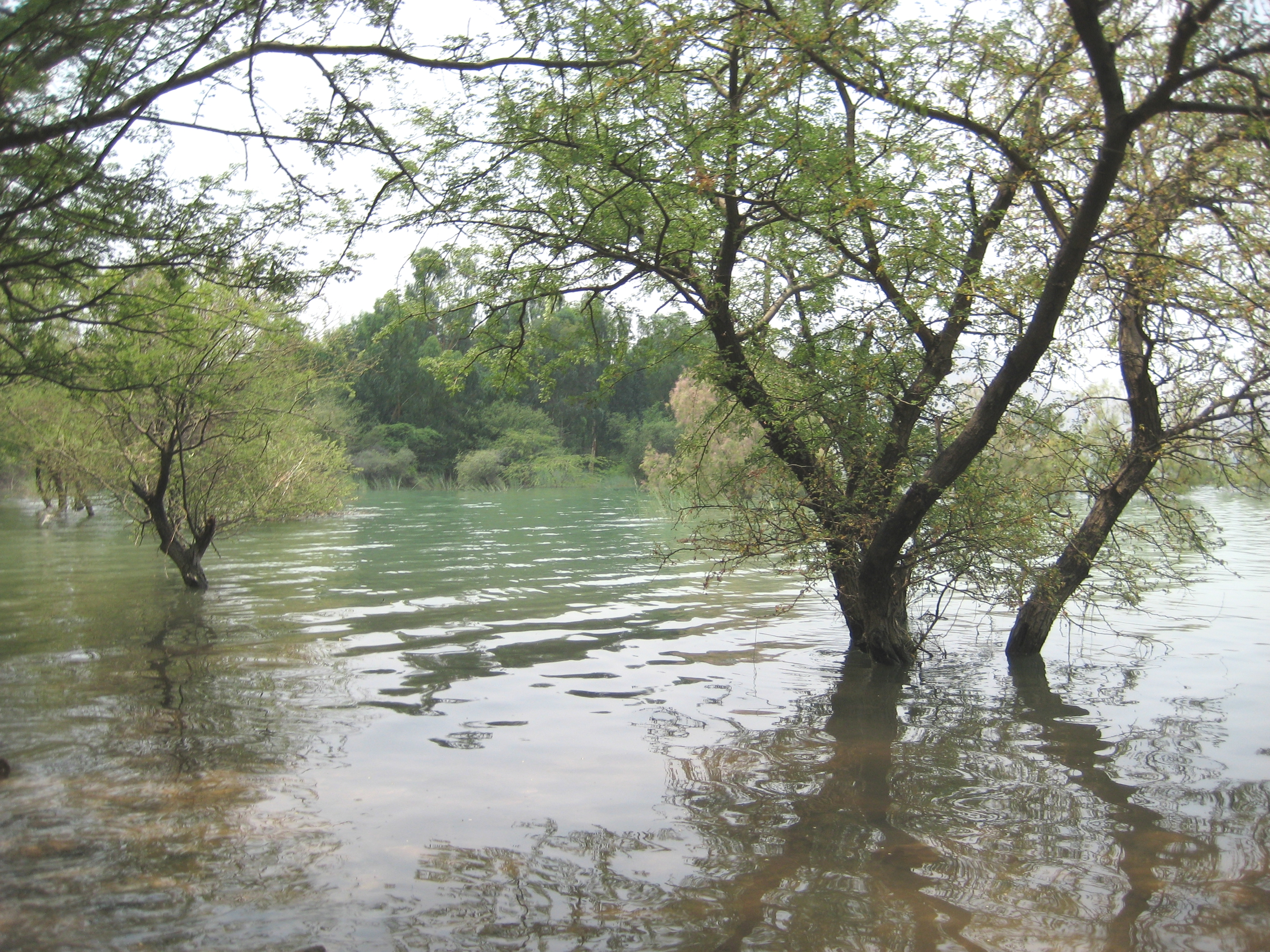
タンダ・ダムのダム湖

タンダ・ダムはパキスタンのカイバル・パクトゥンクワ州Kohat郡にあるダム。1967年7月17日に初稼働した。面積は405ヘクタールである。
タンダ湖とよばれるダム湖は1976年7月23日、ラムサール条約に登録された。冬季にはシベリアやカスピ海からのガンカモ類の渡り鳥が見られる。

## 事故
2023年1月29日にタンダ湖でボートの転覆事故が発生し、未成年49人を含む51人が死亡した。原因は船の老朽化と、定員の大幅な超過とみられる。